# Белл, Джейми (футболистка)
Джейми Кристин Белл (англ. Jamie Christine Bell; род. 13 января 1986, Пасадина, Калифорния) — американская футболистка, нападающая.

## Биография
Окончила школу Ла Салль в Пасадине, где была капитаном школьной футбольной команды. Также играла за команду «Кроун Сити Юнайтед Байерн», с которой в 2003 году стала чемпионом штата Калифорния. В 2004—2007 годах выступала на студенческом уровне за команду Университета Лойола-Мэримаунт. Всего за четыре года сыграла 78 матчей и забила 16 голов, была лучшим снайпером своей команды в 2006 (7 голов) и 2007 (8 голов) годах.
В 2010 году вместе с группой игроков из США перешла в российский клуб «Энергия» (Воронеж). Дебютный матч в чемпионате России сыграла 18 апреля 2010 года против клуба «Звезда-2005» (Пермь), заменив на 64-й минуте Юлию Емельянову. Первый гол забила в своём третьем матче, 29 апреля в ворота «Кубаночки». Всего в высшей лиге России сыграла 14 матчей, забила один гол и стала со своим клубом серебряным призёром чемпионата.
После возвращения в США играла в региональных соревнованиях в Калифорнии.

## Личная жизнь
Родители — Кэрол и Майкл Белл, в семье есть брат и сестра.